# Момин Сбор
Мо́мин Сбор (болг. Момин сбор) — село у Великотирновській області Болгарії. Входить до складу общини Велико-Тирново.

## Населення
За даними перепису населення 2011 року у селі проживали 152 особи.
Національний склад населення села:
| Національність   | Кількість осіб | Відсоток |
| ---------------- | -------------- | -------- |
| болгари          | 122            | 93,1%    |
| цигани           | 7              | 5,3%     |
| інша             | 0              | 0%       |
| Всього відповіли | 131            |          |

Розподіл населення за віком у 2011 році:
Динаміка населення: